# Babki Gąseckie
Babki Gąseckie (niem. Babken, Kirchspiel Gonsken, 1938–1945 Babeck) – wieś w Polsce położona w województwie warmińsko-mazurskim, w powiecie oleckim, w gminie Olecko.
W latach 1975–1998 miejscowość administracyjnie należała do województwa suwalskiego.
Wieś lokowana na prawie magdeburskim 21 czerwca 1476 r. przez wielkiego mistrza krzyżackiego Heinricha von Richtenberga, za pośrednictwem komtura z Pokarmina Bernharda von Balzhofena. Zasadźcy - Piotr i Stefan Babka otrzymali 15 włók nad rzeką Legą i zobowiązani byli do jednej służby zbrojnej. Nazwa wsi pochodzi od nazwiska założycieli. 
W 1600 r. mieszkali w niej sami Polacy. W XVIII wieku była wsią królewską, a jej mieszkańcy zobowiązani byli do robocizny, świadczeń w naturze i podatków jedynie względem państwa.
W latach międzywojennych w Babkach Gąseckich była jednoklasowa szkoła. Administracyjnie podlegały pod urząd stanu cywilnego w Gąskach. Najbliższa poczta i stacja kolejowa były w Kijewie. W 1938 roku wieś liczyła 177 mieszkańców, a dawną nazwę wsi urzędowo zmieniono na Babeck.